# Obszar Chronionego Krajobrazu Dobra-Wilkoszyn
Obszar Chronionego Krajobrazu Dobra-Wilkoszyn – obszar chronionego krajobrazu na terenie miasta Jaworzno w województwie śląskim. Został ustanowiony uchwałą Nr XXXIV/255/95 Rady Miejskiej w Jaworznie z dnia 29 kwietnia 1993 roku. Początkowo zajmował powierzchnię 79,20 ha, jednak już w 1994 roku powiększono go do 321,87 ha i tyle zajmuje do tej pory. Obszar powstał w celu zapewnienia ochrony źródeł wody siarczanej oraz stanowisk rzadkich i chronionych gatunków roślin.
Obszar obejmuje kompleks leśny Dobra-Wilkoszyn położony w północno-wschodniej części Jaworzna, pomiędzy dzielnicami Śródmieście, Ciężkowice, Wilkoszyn i Dobra. Znajduje się on w obrębie Niecki Wilkoszyńskiej, którą przecina dolina meandrującego potoku Łużnik, płynącego w pobliżu wschodniej granicy obszaru. Szata roślinna jest bardzo zróżnicowana, co związane jest zarówno z cechami naturalnymi, jak i z wpływem działalności górniczej.
Przez południowo-zachodni fragment obszaru prowadzi ścieżka dydaktyczna. Zlokalizowane w obrębie obszaru zalewisko pogórnicze stanowi teren rekreacji dla dzieci i wędkarzy.

## Flora i fauna
Występują tu zbiorowiska leśne (bory i lasy mieszane, z których najcenniejsze są grądy z zachowanym naturalnym runem) oraz nieleśne – łąkowe, murawowe, nadwodne i wodne. Fitocenozy leśne są częściowo zdegradowane wskutek prowadzonej tu gospodarki leśnej. W drzewostanie dominuje sosna i brzoza z domieszką osiki, dębu szypułkowego, rzadziej olszy, lipy i innych gatunków. Dobrze rozwinięty jest podrost.
Na tym terenie stwierdzono występowanie ponad 230 gatunków roślin naczyniowych, w tym 31 gatunków rzadkich i zagrożonych w skali regionu i kraju, oraz 27 gatunków objętych ochroną – 19 ścisłą i 7 częściową. Do roślin objętych ochroną ścisłą (według stanu na rok 2011) należą: centuria pospolita, ciemiężyca zielona, dziewięćsił bezłodygowy, goryczka wąskolistna, gółka długoostrogowa, kosaciec syberyjski, kruszczyki: błotny, rdzawoczerwony i szerokolistny, kukułka krwista i szerokolistna, lilia złotogłów, listera jajowata, mieczyk  dachówkowaty, pływacz zwyczajny, tojad dzióbaty, wawrzynek wilczełyko, wyblin jednolistny, żłobik koralowy. Ochroną częściową objęte były następujące gatunki: bluszcz pospolity, kalina koralowa, konwalia majowa, kopytnik pospolity, kruszyna pospolita, pierwiosnek lekarski, przylaszczka pospolita.
Równie bogata jest fauna, licząca około 200 gatunków, z czego 34 podlegają ochronie prawnej. Do zwierząt chronionych należą owady z rodzaju biegacz i trzmiel, płazy (traszka zwyczajna, ropucha szara, żaby), gady (jaszczurka zwinka, żmija zygzakowata), szereg gatunków ptaków (m.in. drozd śpiewak, dzięcioł duży, jastrząb, kowalik, kwiczoł) oraz ssaki (jeż wschodni, kret, łasica, ryjówka aksamitna, wiewiórka).